# Libertador General San Martín (departement van Misiones)
Libertador General San Martín is een departement in de Argentijnse provincie Misiones. Het departement (Spaans:  departamento) heeft een oppervlakte van 1.451 km² en telt 42.440 inwoners.

## Plaatsen in departement Libertador General San Martín
- Capioví
- El Alcázar
- Garuhapé
- Puerto Leoni
- Puerto Rico
- Ruiz de Montoya